# Società Sportiva Teramo Calcio 2013-2014
Questa voce raccoglie le informazioni riguardanti la Società Sportiva Teramo Calcio nelle competizioni ufficiali della stagione 2013-2014.

## Stagione
La stagione 2013-2014 del Teramo è la 2ª in Lega Pro Seconda Divisione e la 45ª complessiva nel quarto livello di calcio italiano. Il club biancorosso, inoltre, partecipa per la 2ª volta alla Coppa Italia Lega Pro.
La squadra è guidata dal neo allenatore Vincenzo Vivarini, dopo la mancata conferma di Roberto Cappellacci passato alla guida della Nuova Cosenza, affronta il ritiro estivo pre-stagionale a Isola del Gran Sasso risiedendo presso l'Hotel Paradiso dal 18 luglio fino al 1º agosto, disputando il 25 luglio una prima amichevole contro una rappresentativa dilettanti vincendo largamente 15-0,il 28 luglio un'amichevole contro L'Aquila terminata 2-0 per i biancorossi e il 1º agosto una gara contro l'Avezzano terminata con la vittoria di misura(1-0) dei marsicani al Dei Marsi che chiude la prima parte del ritiro del Teramo. La seconda parte della preparazione precampionato viene svolta dal 2 al 13 agosto a Teramo utilizzando l'Hotel Abruzzi come quartier generale e vede il diavolo affrontare il 4 agosto una prima gara di Coppa Italia(avendo fatto la finale play-off lo scorso campionato ha ottenuto la qualificazione), valida per il primo turno preliminare della competizione contro la Salernitana, squadra di categoria superiore e i biancorossi a sorpresa vincono all'Arechi 0-3 passando al turno successivo del torneo ed entrando nella storia visto che mai il Teramo aveva espugnato lo stadio granata, il 5 agosto viene presentata la campagna abbonamenti che vedrà la sua conclusione il 5 settembre, mentre il precampionato continua e il Teramo disputa anche un'amichevole l'8 agosto contro il 2000 Calcio Acquaesapone(Eccellenza) vincendo 4-0 a Piano d'Accio in previsione della gara del secondo turno di Coppa Italia l'11 agosto, dove perde per 3-1 al Mario Rigamonti giocando comunque una grande partita nella sfida inedita nella storia biancorossa contro il Brescia chiudendo così di fatto anche il ritiro, prima dell'inizio del campionato i diavoli disputano il 22 agosto un'altra amichevole contro l'Ascoli dove ottengono il successo per 3-0 e il 24 agosto affrontano il Montorio 88(Eccellenza) sempre in amichevole, vincendo largamente 5-0.

## Divise e sponsor
Il Teramo Calcio l'8 luglio presenta le nuove maglie e tre nuovi sponsor, come nuovo sponsor principale ci sarà la Sapori Veri, azienda dolciaria di proprietà del presidente Luciano Campitelli, gli altri due sponsor sono Humangest, azienda pescarese del settore dei servizi che si occupa di reperimento risorse umane e Metaenergia che invece si occupa di fornitura di energia e gas. Confermato lo sponsor tecnico Legea per il secondo anno consecutivo, mentre per le maglie nell'anno del centenario la prima, quella celebrativa, sarà completamente bianca con piccoli riferimenti in rosso e al centro il logo del Teramo in bianco e nero, inoltre reca nella parte posteriore la scritta color platino: Teramo Calcio - 1913 un secolo di storia 2013 , calzoncini e calzettoni saranno bianchi, le altre due più tradizionali, rossa la seconda con fregi bianchi in basso e sul colletto con calzoncini e calzettoni rossi e blu la terza con riferimenti obliqui biancorossi sul petto con calzoncini e calzettoni anch'essi blu. Invertiti dunque i colori di 2ª e 3ª maglia rispetto alla scorsa stagione.
| Prima divisa | Seconda divisa | Terza Divisa |

## Organigramma societario
Area direttiva
- Presidente: Luciano Campitelli
- Vice Presidente: Ercole Cimini
- Direttore Generale: Massimo D'Aprile[8][9]
- Dirigenti: Luca Mazzagatti, Fabio Mignini, Benedetto Presante, Pasqualino Testa

Area organizzativa
- Segretario sportivo: Antonio Parnanzone
- Team manager: Stefano Zoila[10][11]
- Magazziniere: Leo Rastelli
- Referente Sicurezza Stadio: Vincenzo Di Antonio
- Addetto all'arbitro: Ermanno Di Felice
- Fotografo Ufficiale: Vincenzo Ranalli

Area comunicazione e marketing
- Responsabile marketing e comunicazione dell'ufficio stampa: Alessio Peroni

Area tecnica
- Direttore Sportivo: Marcello Di Giuseppe
- Collaboratore area tecnica: Gianluca Scacchioli
- Allenatore: Vincenzo Vivarini
- Allenatore in seconda e preparatore dei portieri: Fabrizio Zambardi
- Preparatore atletico: Antonio Del Fosco

Area sanitaria
- Responsabile sanitario società: Siriano Cordoni
- Medico sociale: Carlo D'Ugo
- Massaggiatore: Piero Timoteo
- Osteopata: Antonio Misantone

## Calciomercato

### Sessione estiva(dal 1º/7 al 2/9)
| Acquisti | Acquisti                    | Acquisti   | Acquisti                   |
| R.       | Nome                        | da         | Modalità                   |
| -------- | --------------------------- | ---------- | -------------------------- |
| P        | Davide Narduzzo             | Milan      | prestito                   |
| P        | Gianluigi Otranto Godano    | Parma      | definitivo                 |
| D        | Simone Ciciotti             | Parma      | prestito                   |
| D        | Mattia De Fabritiis         |            | rinnovo contratto          |
| D        | Daniele Granata             | Pescara    | riscatto compartecipazione |
| D        | Angelo Gregorio             | Bologna    | prestito                   |
| D        | Davide Marini               |            | parametro zero             |
| D        | Ivan Speranza               |            | rinnovo contratto          |
| C        | Diego Cenciarelli           | Fiorentina | compartecipazione          |
| C        | Luca Lulli                  | Pescara    | definitivo                 |
| C        | Edoardo Ludovico Pacini     | Parma      | prestito                   |
| C        | Mirco Petrella              | Pescara    | compartecipazione          |
| C        | Pierantonio Sassano         | Trapani    | compartecipazione          |
| A        | Vittorio Bernardo           |            | parametro zero             |
| A        | Francesco Casolla           | San Marino | compartecipazione          |
| A        | Gonçalves de Oliveira Dimas |            | parametro zero             |
| A        | Marco Gaeta                 | Milan      | definitivo                 |
| A        | Francesco Cosimo Patierno   |            | rinnovo contratto          |
| A        | Simone Smacchia             | Parma      | prestito                   |

| Cessioni | Cessioni                  | Cessioni       | Cessioni      |
| R.       | Nome                      | a              | Modalità      |
| -------- | ------------------------- | -------------- | ------------- |
| P        | Matteo Santi              |                | svincolato    |
| P        | Fabio Zuccheri            | Sambenedettese | ???           |
| D        | Stéphane Marcel Chovet    |                | svincolato    |
| D        | Mattia De Fabritiis       |                | svincolato    |
| D        | Daniele Granata           | R.C. Angolana  | ???           |
| D        | Ivan Speranza             |                | svincolato    |
| C        | Tommaso Roberto Coletti   |                | svincolato    |
| C        | Carmine De Stefano        |                | svincolato    |
| C        | Fabio Foglia              |                | svincolato    |
| C        | Mitja Novinić             | Milan          | fine prestito |
| C        | Mirco Petrella            | Pescara        | fine prestito |
| C        | Luca Righini              | Cesena         | fine prestito |
| C        | Michele Valentini         |                | svincolato    |
| A        | Ciro Iazzetta             |                | svincolato    |
| A        | Emiliano Olcese           |                | svincolato    |
| A        | Francesco Cosimo Patierno |                | svincolato    |

### Sessione invernale(dal 3/1 al 31/1)
| Acquisti | Acquisti                  | Acquisti             | Acquisti   |
| R.       | Nome                      | da                   | Modalità   |
| -------- | ------------------------- | -------------------- | ---------- |
| D        | Giacomo Ligorio           | L'Aquila             | prestito   |
| D        | Roberto Masullo           | Bellaria Igea Marina | definitivo |
| C        | Daniele Biondo            |                      | ???        |
| C        | Nicola Fiore              | Catanzaro            | definitivo |
| C        | Andrea Garofalo           | Parma                | prestito   |
| A        | Alex Fernando Pontons Paz | Milan                | prestito   |

| Cessioni | Cessioni          | Cessioni | Cessioni   |
| R.       | Nome              | a        | Modalità   |
| -------- | ----------------- | -------- | ---------- |
| D        | Manuel Ferrani    |          | svincolato |
| D        | Davide Marini     | Fermana  | prestito   |
| A        | Vittorio Bernardo | Messina  | definitivo |

### Operazioni esterne alle sessioni
| Acquisti | Acquisti               | Acquisti | Acquisti       |
| R.       | Nome                   | da       | Modalità       |
| -------- | ---------------------- | -------- | -------------- |
| C        | Salvatore Dario Arcuri |          | parametro zero |

| Cessioni | Cessioni       | Cessioni | Cessioni   |
| R.       | Nome           | a        | Modalità   |
| -------- | -------------- | -------- | ---------- |
| A        | Alex Ambrosini |          | svincolato |

## Risultati

### Seconda Divisione

#### Girone di andata
| Aversa 1º settembre 2013, ore 16:00 CEST 1ª giornata | San Felice Aversa Normanna | 0 – 0 referto | Teramo | Stadio Augusto Bisceglia (600 spett.)\| Arbitro: \| Panarese (Lecce) \| |
| Arbitro:                                             | Panarese (Lecce)           |               |        |                                                                         |

| Arbitro: | Pierro (Nola) |

|                        |           |  |
| Dimas 44’ Scipioni 79’ | Marcatori |  |

| Arbitro: | Boggi (Salerno) |

|  |           |                  |
|  | Marcatori | 86’ (rig.) Dimas |

| Arbitro: | Capilungo (Lecce) |

|                         |           |                                    |
| Dimas 45+2’ Ferrani 68’ | Marcatori | 78’ Cherillo 90+4’ (rig.) Ferretti |

| Arbitro: | Catona (Reggio Calabria) |

|                             |           |                       |
| Nocciolini 37’ Falomi 90+2’ | Marcatori | 15’ Dimas 72’ Casolla |

| Arbitro: | Rossi (Rovigo) |

|                               |           |  |
| Dimas 34’ Bernardo 57’ (rig.) | Marcatori |  |

| Arbitro: | Amoroso (Paola) |

|            |           |                                                |
| Rocchi 80’ | Marcatori | 20’, 90+5’ Bernardo 59’ Petrella 90+1’ Casolla |

| Arbitro: | Verdenelli (Foligno) |

|                        |           |  |
| Casolla 72’ Pacini 90’ | Marcatori |  |

| Arbitro: | Gentile (Lodi) |

|                      |           |           |
| Ricciardo 20’ (rig.) | Marcatori | 49’ Caidi |

| Teramo 3 novembre 2013, ore 14:30 CEST 10ª giornata | Teramo                | 0 – 0 referto | Casertana | Stadio di Piano d'Accio (1 377 spett.)\| Arbitro: \| Rocca (Vibo Valentia) \| |
| Arbitro:                                            | Rocca (Vibo Valentia) |               |           |                                                                               |

| Sorrento 10 novembre 2013, ore 14:30 CEST 11ª giornata | Sorrento | 2 – 3 | Teramo | Stadio Italia |

| Teramo 17 novembre 2013, ore 14:30 CEST 12ª giornata | Teramo | 3 – 1 | Aprilia | Stadio di Piano d'Accio |

| Lamezia Terme 24 novembre 2013, ore 14:30 CEST 13ª giornata | Vigor Lamezia | 0 – 2 | Teramo | Stadio Guido D'Ippolito |

| Mugnano di Napoli 1º dicembre 2013, ore 14:30 CEST 14ª giornata | Arzanese | 1 – 0 | Teramo | Stadio Alberto Vallefuoco |

| Teramo 8 dicembre 2013, ore 14:30 CEST 15ª giornata | Teramo | 3 – 4 | Castel Rigone | Stadio di Piano d'Accio |

| Messina 15 dicembre 2013, ore 14:30 CEST 16ª giornata | Messina | 1 – 1 | Teramo | Stadio San Filippo |

| Teramo 22 dicembre 2013, ore 14:30 CEST 17ª giornata | Teramo | 3 – 0 | Nuova Cosenza | Stadio di Piano d'Accio |

#### Girone di ritorno
| Teramo 5 gennaio 2014, ore 14:30 CEST 18ª giornata | Teramo | 1 – 0 | San Felice Aversa Normanna | Stadio di Piano d'Accio |

| Foggia 12 gennaio 2014, ore 14:30 CEST 19ª giornata | Foggia | 1 – 1 | Teramo | Stadio Pino Zaccheria |

| Teramo 19 gennaio 2014, ore 14:30 CEST 20ª giornata | Teramo | 1 – 1 | Poggibonsi | Stadio di Piano d'Accio |

| Santa Croce sull'Arno 26 gennaio 2014, ore 14:30 CEST 21ª giornata | Tuttocuoio San Miniato | 2 – 0 | Teramo | Stadio Libero Masini |

| Teramo 2 febbraio 2014, ore 14:30 CEST 22ª giornata | Teramo | 3 – 0 | Gavorrano | Stadio di Piano d'Accio |

| Ischia 9 febbraio 2014, ore 14:30 CEST 23ª giornata | Ischia Isolaverde | 3 – 0 | Teramo | Stadio Enzo Mazzella |

| Teramo 16 febbraio 2014, ore 14:30 CEST 24ª giornata | Teramo | 1 – 0 | Martina Franca | Stadio di Piano d'Accio |

| Chieti 23 febbraio 2014, ore 14:30 CEST 25ª giornata | Chieti | 1 – 2 | Teramo | Stadio Guido Angelini |

| Teramo 2 marzo 2014, ore 14:30 CEST 26ª giornata | Teramo | 0 – 2 | Melfi | Stadio di Piano d'Accio |

| Caserta 9 marzo 2014, ore 14:30 CEST 27ª giornata | Casertana | 0 – 0 | Teramo | Stadio Alberto Pinto |

| Teramo 16 marzo 2014, ore 14:30 CEST 28ª giornata | Teramo | – | Sorrento | Stadio di Piano d'Accio |

| Aprilia 23 marzo 2014, ore 14:30 CEST 29ª giornata | Aprilia | – | Teramo | Stadio Quinto Ricci |

| Teramo 30 marzo 2014, ore 15:00 CEST 30ª giornata | Teramo | – | Vigor Lamezia | Stadio di Piano d'Accio |

| Teramo 6 aprile 2014, ore 15:00 CEST 31ª giornata | Teramo | – | Arzanese | Stadio di Piano d'Accio |

| Passignano sul Trasimeno 13 aprile 2014, ore 15:00 CEST 32ª giornata | Castel Rigone | – | Teramo | Stadio San Bartolomeo |

| Teramo 27 aprile 2014, ore 15:00 CEST 33ª giornata | Teramo | – | Messina | Stadio di Piano d'Accio |

| Cosenza 4 maggio 2014, ore 15:00 CEST 34ª giornata | Nuova Cosenza | – | Teramo | Stadio San Vito |

### Coppa Italia

#### Fase a eliminazione diretta
| Arbitro: | Abisso (Palermo) |

|  |           |                                |
|  | Marcatori | 50’, 74’ Petrella 66’ Bernardo |

| Arbitro: | Pairetto (Nichelino) |

|                                           |           |           |
| Caracciolo 2’ Mitrović 76’ Oduamadi 90+2’ | Marcatori | 83’ Gaeta |

### Coppa Italia Lega Pro

#### Fase a eliminazione diretta
| Arbitro: | Ceccarelli (Rimini) |

|                                         |                      |                                            |
| Patierno 77’ Scipioni 83’               | Marcatori            | 36’ Altinier 51’ Buonaiuto                 |
| Bernardo Di Paolantonio Scipioni Pacini | Tiri di rigore 3 – 5 | Altinier De Risio Agyei Ferretti Buonaiuto |

## Statistiche

### Statistiche di squadra
| Competizione          | Punti | In casa | In casa | In casa | In casa | In casa | In casa | In trasferta | In trasferta | In trasferta | In trasferta | In trasferta | In trasferta | Totale | Totale | Totale | Totale | Totale | Totale | D.R |
| Competizione          | Punti | G       | V       | N       | P       | Gf      | Gs      | G            | V            | N            | P            | Gf           | Gs           | G      | V      | N      | P      | Gf     | Gs     | D.R |
| --------------------- | ----- | ------- | ------- | ------- | ------- | ------- | ------- | ------------ | ------------ | ------------ | ------------ | ------------ | ------------ | ------ | ------ | ------ | ------ | ------ | ------ | --- |
| Campionato            | 25    | 17      | 9       | 3       | 5       | 27      | 14      | 17           | 6            | 7            | 4            | 21           | 20           | 34     | 15     | 10     | 9      | 48     | 34     | +14 |
| Coppa Italia          | -     | 0       | 0       | 0       | 0       | 0       | 0       | 2            | 1            | 0            | 1            | 4            | 3            | 2      | 1      | 0      | 1      | 4      | 3      | +1  |
| Coppa Italia Lega Pro | -     | 1       | 0       | 1       | 0       | 2       | 2       | 0            | 0            | 0            | 0            | 0            | 0            | 1      | 0      | 1      | 0      | 2      | 2      | 0   |
| Totale                | 25    | 18      | 9       | 4       | 5       | 29      | 18      | 19           | 7            | 7            | 5            | 25           | 23           | 37     | 16     | 11     | 10     | 54     | 39     | +15 |

### Statistiche dei giocatori
| Giocatore         | Lega Pro Seconda Divisione | Lega Pro Seconda Divisione | Lega Pro Seconda Divisione | Lega Pro Seconda Divisione | Coppa Italia | Coppa Italia | Coppa Italia | Coppa Italia | Coppa Italia Lega Pro | Coppa Italia Lega Pro | Coppa Italia Lega Pro | Coppa Italia Lega Pro | Totale   | Totale | Totale      | Totale     |
| Giocatore         | Presenze                   | Reti                       | Ammonizioni                | Espulsioni                 | Presenze     | Reti         | Ammonizioni  | Espulsioni   | Presenze              | Reti                  | Ammonizioni           | Espulsioni            | Presenze | Reti   | Ammonizioni | Espulsioni |
| ----------------- | -------------------------- | -------------------------- | -------------------------- | -------------------------- | ------------ | ------------ | ------------ | ------------ | --------------------- | --------------------- | --------------------- | --------------------- | -------- | ------ | ----------- | ---------- |
| A. Ambrosini      | 0                          | 0                          | 0                          | 0                          | 0            | 0            | 0            | 0            | 0                     | 0                     | 0                     | 0                     | 0        | 0      | 0           | 0          |
| S. Arcuri         | 0                          | 0                          | 0                          | 0                          | 0            | 0            | 0            | 0            | 1                     | 0                     | 0                     | 0                     | 1        | 0      | 0           | 0          |
| V. Bernardo       | 8                          | 3                          | 0                          | 1                          | 2            | 1            | 0            | 0            | 1                     | 0                     | 1                     | 0                     | 11       | 4      | 1           | 1          |
| D. Biondo         | 0                          | 0                          | 0                          | 0                          | 0            | 0            | 0            | 0            | 0                     | 0                     | 0                     | 0                     | 0        | 0      | 0           | 0          |
| A. Bucchi         | 0                          | 0                          | 0                          | 0                          | 0            | 0            | 0            | 0            | 0                     | 0                     | 0                     | 0                     | 0        | 0      | 0           | 0          |
| N. Caidi          | 4                          | 1                          | 1                          | 0                          | 0            | 0            | 0            | 0            | 1                     | 0                     | 0                     | 0                     | 5        | 1      | 1           | 0          |
| F. Casolla        | 9                          | 3                          | 3                          | 0                          | 0            | 0            | 0            | 0            | 1                     | 0                     | 0                     | 0                     | 10       | 3      | 3           | 0          |
| D. Cenciarelli    | 6                          | 0                          | 3                          | 1                          | 2            | 0            | 0            | 0            | 0                     | 0                     | 0                     | 0                     | 8        | 0      | 3           | 1          |
| S. Ciciotti       | 0                          | 0                          | 0                          | 0                          | 0            | 0            | 0            | 0            | 1                     | 0                     | 0                     | 0                     | 1        | 0      | 0           | 0          |
| T. Coletti        | 0                          | 0                          | 0                          | 0                          | 2            | 0            | 0            | 0            | 0                     | 0                     | 0                     | 0                     | 2        | 0      | 0           | 0          |
| M. De Fabritiis   | 6                          | 0                          | 1                          | 0                          | 0            | 0            | 0            | 0            | 0                     | 0                     | 0                     | 0                     | 6        | 0      | 1           | 0          |
| A. Di Paolantonio | 10                         | 0                          | 1                          | 0                          | 2            | 0            | 0            | 0            | 1                     | 0                     | 0                     | 0                     | 13       | 0      | 1           | 0          |
| G. Dimas          | 10                         | 5                          | 1                          | 0                          | 0            | 0            | 0            | 0            | 0                     | 0                     | 0                     | 0                     | 10       | 5      | 1           | 0          |
| M. Ferrani        | 7                          | 1                          | 2                          | 1                          | 2            | 0            | 0            | 0            | 0                     | 0                     | 0                     | 0                     | 9        | 1      | 2           | 1          |
| N. Fiore          | 0                          | 0                          | 0                          | 0                          | 0            | 0            | 0            | 0            | 0                     | 0                     | 0                     | 0                     | 0        | 0      | 0           | 0          |
| M. Gaeta          | 7                          | 0                          | 0                          | 0                          | 2            | 1            | 0            | 0            | 0                     | 0                     | 0                     | 1                     | 9        | 1      | 0           | 1          |
| A. Garofalo       | 0                          | 0                          | 0                          | 0                          | 0            | 0            | 0            | 0            | 0                     | 0                     | 0                     | 0                     | 0        | 0      | 0           | 0          |
| E. Giannetti      | 0                          | 0                          | 0                          | 0                          | 0            | 0            | 0            | 0            | 0                     | 0                     | 0                     | 0                     | 0        | 0      | 0           | 0          |
| A. Gregorio       | 8                          | 0                          | 0                          | 0                          | 2            | 0            | 0            | 0            | 0                     | 0                     | 0                     | 0                     | 10       | 0      | 0           | 0          |
| G. Ligorio        | 0                          | 0                          | 0                          | 0                          | 0            | 0            | 0            | 0            | 0                     | 0                     | 0                     | 0                     | 0        | 0      | 0           | 0          |
| L. Lulli          | 9                          | 0                          | 2                          | 1                          | 2            | 0            | 0            | 0            | 1                     | 0                     | 0                     | 0                     | 12       | 0      | 2           | 1          |
| D. Marini         | 0                          | 0                          | 0                          | 0                          | 0            | 0            | 0            | 0            | 1                     | 0                     | 0                     | 0                     | 1        | 0      | 0           | 0          |
| R. Masullo        | 0                          | 0                          | 0                          | 0                          | 0            | 0            | 0            | 0            | 0                     | 0                     | 0                     | 0                     | 0        | 0      | 0           | 0          |
| M. Montecchia     | 0                          | 0                          | 0                          | 0                          | 0            | 0            | 0            | 0            | 1                     | 0                     | 0                     | 0                     | 1        | 0      | 0           | 0          |
| D. Narduzzo       | 2                          | 0                          | 0                          | 0                          | 0            | 0            | 0            | 0            | 1                     | -2                    | 0                     | 0                     | 3        | -2     | 0           | 0          |
| G. Otranto Godano | 0                          | 0                          | 0                          | 0                          | 0            | 0            | 0            | 0            | 0                     | 0                     | 0                     | 0                     | 0        | 0      | 0           | 0          |
| E. Pacini         | 7                          | 1                          | 3                          | 0                          | 0            | 0            | 0            | 0            | 1                     | 0                     | 0                     | 0                     | 8        | 1      | 3           | 0          |
| C. Patierno       | 3                          | 0                          | 1                          | 0                          | 2            | 0            | 0            | 0            | 1                     | 1                     | 0                     | 0                     | 6        | 1      | 1           | 0          |
| M. Petrella       | 7                          | 1                          | 3                          | 0                          | 2            | 2            | 0            | 0            | 0                     | 0                     | 0                     | 0                     | 9        | 3      | 3           | 0          |
| A. Pontons Paz    | 0                          | 0                          | 0                          | 0                          | 0            | 0            | 0            | 0            | 0                     | 0                     | 0                     | 0                     | 0        | 0      | 0           | 0          |
| P. Sassano        | 10                         | 0                          | 2                          | 0                          | 2            | 0            | 0            | 0            | 0                     | 0                     | 0                     | 0                     | 12       | 0      | 2           | 0          |
| S. Scipioni       | 8                          | 1                          | 2                          | 1                          | 2            | 0            | 2            | 0            | 1                     | 1                     | 0                     | 0                     | 11       | 2      | 4           | 1          |
| F. Serraiocco     | 9                          | -6                         | 1                          | 0                          | 2            | -3           | 0            | 0            | 0                     | 0                     | 0                     | 0                     | 11       | -9     | 1           | 0          |
| S. Smacchia       | 0                          | 0                          | 0                          | 0                          | 0            | 0            | 0            | 0            | 1                     | 0                     | 1                     | 0                     | 1        | 0      | 1           | 0          |
| I. Speranza       | 10                         | 0                          | 1                          | 0                          | 2            | 0            | 0            | 0            | 0                     | 0                     | 0                     | 0                     | 12       | 0      | 1           | 0          |